# مادة لينة
المادة اللينة (بالإنجليزية: Soft matter)‏ أو المادة المكثفة اللينة (بالإنجليزية: Soft condensed matter)‏ هي حقل فرعي من المادة المكثفة التي تشتمل على مجموعة متنوعة من الأنظمة الفيزيائية المشوهة أو المعدلة هيكليًا عن طريق الإجهاد الحراري أو الميكانيكي لحجم التقلبات الحرارية. تشترك هذه المواد في سمة مشتركة مهمة تتمثل في أن السلوكيات الفيزيائية السائدة تحدث على مقياس طاقة يمكن مقارنته بالطاقة الحرارية في درجة حرارة الغرفة (بترتيب KT)، وتعتبر الإنتروبيا العامل المهيمن. في درجات الحرارة هذه، تكون الجوانب الكمومية غير مهمة بشكل عام. تشمل المواد اللينة السوائل، والغرويات، والبوليمرات، والرغاوي، والمواد الهلامية، والمواد الحبيبية، والبلورات السائلة، واللحم، وعدد من المواد الحيوية. عندما تتفاعل المواد اللينة بشكل إيجابي مع الأسطح، فإنها تتعرض للضغط بدون قوة ضغط خارجية. حصل بيير دي جين، الذي أطلق عليه "الأب المؤسس للمادة اللينة"، على جائزة نوبل في الفيزياء عام 1991 لاكتشافه أن الأساليب التي تم تطويرها لدراسة ظواهر الترتيب في الأنظمة البسيطة يمكن تعميمها على الحالات الأكثر تعقيدًا الموجودة في المادة اللينة، على وجه الخصوص، لسلوك البلورات السائلة والبوليمرات.